# Zwangsumsiedlungen im Assyrischen Reich

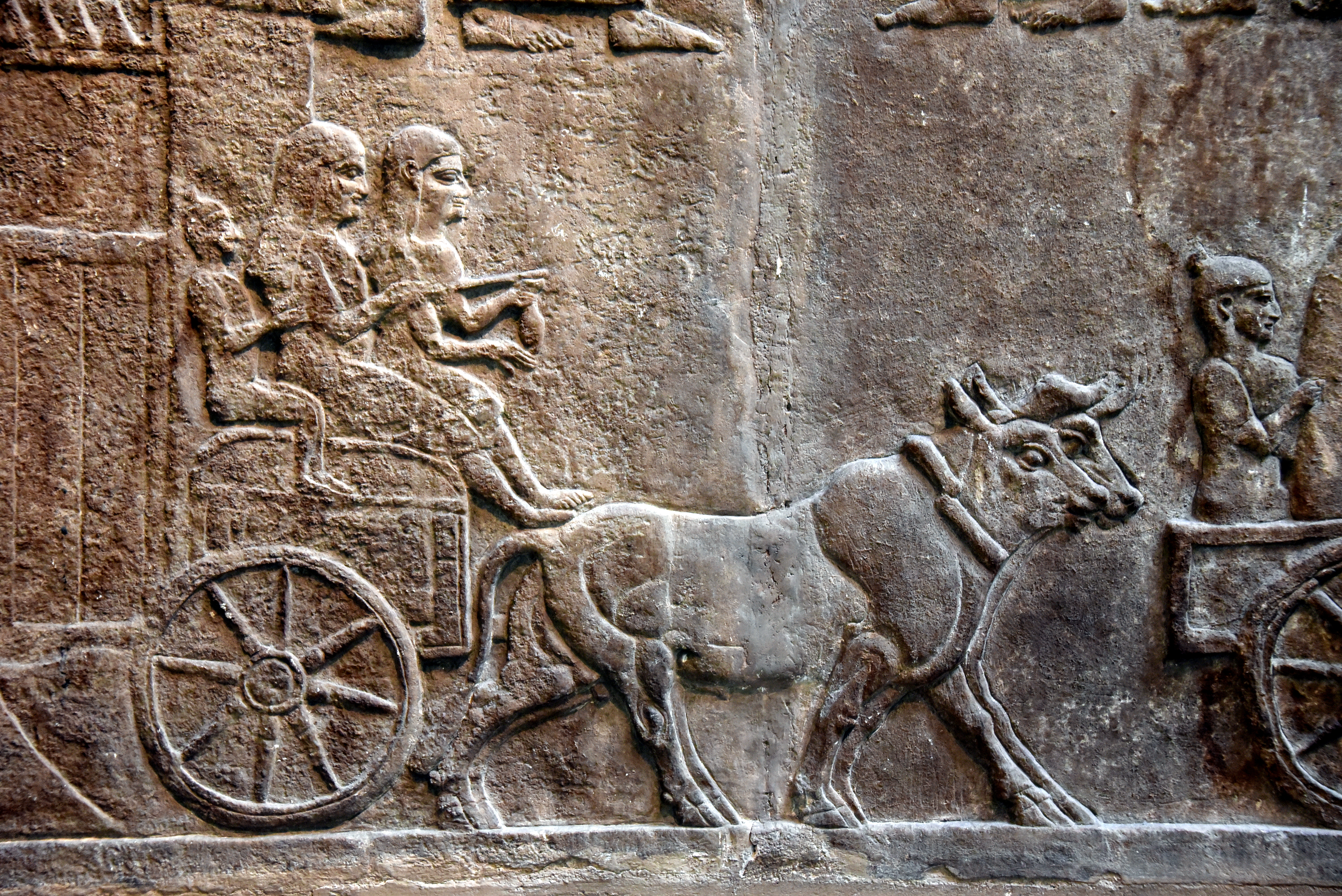
Deportation der Babylonier nach ihrer Niederlage gegen Tiglath-pileser III. Detail einer Wand des Königspalasts in Nimrud, heute Irak, ca. 728 v. Chr. Heute British Museum

Zwangsumsiedlungen im Assyrischen Reich waren interne, zentral organisierte Deportationen, deren Ziel es war, den Assyrischen Staat intern sowie extern zu stärken. Die meisten (ca. 80 %) Zwangsumsiedlungen fanden unter den Königen Tiglath-pileser III. bis Ashurbanipal, dem letzten König des Assyrischen Reiches, statt (ca. 8. bis 7. Jahrhundert v. Chr.). Zwangsumsiedlungen wurden bereits vor den Assyrern ausgeführt, unter anderem von den Hethitern, Ägyptern und den Babyloniern im Codex Hammurapi. Es wird geschätzt, dass über mehrere hundert Jahre 4,5 Millionen ± 900.000 Personen innerhalb des Assyrischen Reiches umgesiedelt wurden.

## Gründe für die Zwangsumsiedlungen
Das Ziel der Zwangsumsiedlungen war die Stärkung des Assyrischen Reiches. Dies konnte auf verschiedene Art geschehen. In manchen Fällen war die Deportation eine Art der Bestrafung, meist um Rebellen zu bestrafen, weitere Rebellionen in diesem Gebiet zu schwächen, andere mögliche Rebellen abzuschrecken und neu unterworfene Gebiete gehorsam zu machen. Diese deportierten Gruppen waren in ihrer neuen Heimat oft loyal zum Assyrischen Reich, da sie in diesem neuen Gebiet auf Land, das vorher den Einheimischen gehört hatte, angesiedelt geworden waren und bei diesen deshalb ziemlich unbeliebt waren, weshalb sie auf den Schutz des assyrischen Königs angewiesen waren, was dazu führte, dass ihnen oft wichtige lokale Positionen übergeben wurden. Dies traf sogar auf Deportierte in Gegenden mit einer ethnisch assyrischen Mehrheit zu. Die Loyalität der Umgesiedelten wurde aber auch für die Grenzverteidigung eingesetzt, Assyrer wurden zum Beispiel bis nach Kusch im heutigen Sudan umgesiedelt, während die Kuschiten, die dort gewohnt hatten, selbst deportiert wurden. Es gibt auch Quellen, die die Deportation von West-Semiten aus der Levante bis in den Zagros im heutigen Iran andeuten. Dort wurden sie verwendet, um Festungen und Siedlungen an den Grenzen des Reiches zu besiedeln und anschließend zu verteidigen. Die militärische Verwendung der Deportierten war jedoch nicht bloß auf diese limitiert. Es gibt etliche Belege von Teilen einer fremden oder rebellischen Armee, die in die assyrische zwangseingegliedert wurden und in Hilfseinheiten kämpften. Eine andere wichtige Verwendung war auch die Besiedlung von oft neu gegründeten Städten, unverwendetem Ackerland, von Nomaden besiedeltem Gebiet und durch Krieg entvölkerten Gebieten. Bei den meisten dieser Umsiedlungen kamen die Deportierten von außerhalb des assyrischen Kernlandes und wurden in dieses hineintransportiert, um es zu stärken, manchmal wurden jedoch auch Orte außerhalb dieser Region bevölkert. Die meisten, die auf diese Art umgesiedelt worden waren, waren entweder gelernte Handwerker, erfahrene Bauern, Bürokraten, Schreiber oder andere Leute, deren Fähigkeiten nützlich waren. Solche Umsiedlungen machten den größten Teil aller Deportationen aus und führten zu großem Wohlstand im assyrischen Kernland. Eine andere Verwendung dieser Arbeitskräfte bestand darin, sie in mobilen Bauarbeitertrupps für die Bauprojekte des Königs einzusetzen.

## Behandlung der Deportierten
Die Behandlung der deportierten Personen ist heute aufgrund fehlender beziehungsweise undeutlicher oder widersprüchlicher Begriffe und Quellen nicht mehr genau rekonstruierbar. Sie war auch nicht universell, sondern wurde von Zeit, Ort und Zweck bestimmt. In Quellen wird gesagt, dass die deportierten Personen während des Transportes vom König, respektive von seinen Gouverneuren, versorgt und von ihm beschützt wurden, und es gibt zahlreiche Inschriften, die besagen, dass die Umgesiedelten zu den Einwohnern der neuen Gebiete gezählt wurden. Dies galt für Deportierte nach Kernassyrien und auch in die anderen Teile des Reichs. Die Umgesiedelten mussten anscheinend ebenso wie die Einheimischen auch Steuern bezahlen. Genauere Angaben über die Rechte und Pflichten, die diese Steuerzahler, die oft auf königlichem Land angesiedelt worden waren, hatten, gibt es jedoch nicht. Es gibt auch Quellen, in denen hohe Würdenträger, zum Beispiel Gouverneure, mit nicht aramäischen Namen vorkommen und deshalb vermutlich einen Deportationshintergrund haben. Es gibt aber auch Quellen, die die Versklavung von Deportierten erwähnen, zum Beispiel wurden viele Babylonier nach einem Krieg, den diese verloren hatten, versklavt. Gegen Ende des Assyrischen Reiches verschwand die vorher oft verwendete Formulierung, dass Deportierte zu den Einheimischen gezählt wurden. Dies geschah zu einer Zeit, als Assyrien die größte Macht im Nahen Osten war und große militärische Siege gefeiert hatte. Von nun an wurden Deportierte mehr als Kriegsbeute angesehen und es gibt immer mehr Erwähnungen der Aufteilung dieser Beute. Während vorher belagerten Städten neues Land angeboten wurde, auf dem sie angesiedelt werden würden, wurde ihnen nun bloß noch totale Unterwerfung angeboten. Trotz dieser Veränderung im Tonfall gibt es keine Hinweise, dass Deportierte jemals vom König selbst in die Sklaverei verkauft wurden, und auch Verteilungen an Tempel und Gefolge des Königs machten bloß einen kleinen Teil der Deportierten aus.

## Erwähnung im Alten Testament
Assyrische und jüdische Quellen erwähnen mehrere Feldzüge und Deportationen aus und nach Israel. Auf der Deportation der Juden durch die Assyrer beruht der Mythos von den zehn verlorenen Stämmen Israels (2 Kön 17,6 ). Nach dem Fall des Assyrischen Reiches eroberte das Neubabylonische Reich, ein Nachfolgerstaat des Assyrischen Reiches, ebenfalls Palästina und deportierte Juden aus Israel ins Babylonische Exil.